# Punta del Castel
La Punta del Castel o  Kastelhorn (in walser: Chaschtulhorä - 3.128 m s.l.m.) è una montagna delle Alpi Ticinesi e del Verbano nelle Alpi Lepontine.

## Descrizione
Si trova sulla linea di confine tra l'Italia (Piemonte) e Svizzera (Canton Ticino). La montagna è collocata tra l'italiana Val Formazza e la Val Bavona appena più a nord del Basòdino.

## Salita alla vetta
Si può salire sulla vetta partendo dal Rifugio Maria Luisa (2.157 m).